# Famille du Pont-l'Abbé
La famille du Pont-l'Abbé est une famille noble bretonne.
Au XIe siècle, les premiers seigneurs du Pont établissent une motte castrale à la tête du pont traversant la rivière de Pont-l'Abbé, sur les terres de l'abbaye de Loctudy, abandonnées depuis le passage des Normands au IXe siècle.
Leur blason était d'or au lion de gueules accompagné de la devise « Heb Chang » (« sans rémission »).

## Origines
Le premier seigneur dont l'histoire fait mention est Juhel du Pont-l'Abbé, fait prisonnier par le roi d'Angleterre au siège de Dol. Il n'est délivré qu'en 1174 après avoir donné caution pour sa rançon à l'occasion du traité fait par Henri II et ses enfants.

## Généalogie
- Eudon Ier du Pont-l'Abbé, seigneur du Pont-l'Abbé,
marié à Marguerite, héritière de Saint-Tudy, dont :
Hervé Ier, seigneur du Pont-l'Abbé,
Eudon II ou Eon († après 1214), qui participe, avec son frère aîné, le 27 juillet 1214 à la bataille de Bouvines,
- Hervé Ier du Pont-l'Abbé († après 1233), seigneur du Pont-l'Abbé, il participa en 1203 à une ambassade des États de Bretagne vers le roi de France afin de protester contre l'assassinat du duc Arthur Ier par son oncle, Jean sans Terre, se ligua en 1219 avec les seigneurs de Basse-Bretagne contre les décisions du duc Pierre Mauclerc, confirma en 1223 les renonciations faites par lui-même et sa mère au profit de l'abbaye Saint-Gildas de Rhuys et du chapitre de Cornouaille concernant la paroisse de Loctudy, figura à la fondation de Saint-Aubin-du-Cormier (1225), fut en conflit avec l'évêque Rainaud, placé par Mauclerc à Quimper (1227) et fut un des principaux fondateurs du couvent des Cordeliers de Quimper en 1233 où les barons du Pont prirent l'habitude de se faire inhumer.
marié à une dame portant les armoiries suivantes : d'or à la croix de sable, qui sont peut-être les armes de Guéméné-Guégant, dont :
Hervé II, seigneur du Pont-l'Abbé,
- Hervé II du Pont-l'Abbé, seigneur du Pont-l'Abbé,
enfant :
Hervé III, seigneur du Pont-l'Abbé,

En 1294, d'après le livre des Ostz (baillie de Cornouaille), le seigneur du Pont-l'Abbé doit deux chevaliers pour sa terre de Pont-l'Abbé et un chevalier pour celle de Gallot (Goarlot en Kernével).
- Hervé III du Pont (né vers 1240), seigneur du Pont-l'Abbé et de Goarlot (paroisse de Kernével, aujourd'hui fusionnée à Rosporden),
marié à Plezou, fille de Pierre III († après 1252), seigneur de Rostrenen, dont :
Geoffroi Ier, seigneur du Pont-L'Abbé,
Robert († 1309), évêque de Saint-Malo,
Mabile (née vers 1265),
mariée en 1294 à Yvon ou Eon de Rosmadec († après 1294), seigneur de Rosmadec, présent dans l'ost rassemblée en 1294 à Ploërmel par le duc Jean II, dont :
Hervé II de Rosmadec (vers 1294 † après 1330), chevalier, seigneur de Rosmadec[1],
- Geoffroi Ier du Pont-L'Abbé († avant 1328), seigneur du Pont-l'Abbé et de Goarlot,
marié à Jeanne de Malestroit, dont :
Hervé IV, seigneur du Pont-l'Abbé,
Catherine, dame héritière de Goarlot, qu'elle apporta à son mari,
mariée en 1320 à Riou Ier de Rosmadec († après le 23 novembre 1362), chevalier, seigneur de Goarlot, chambellan du duc de Bretagne,
Anne,
mariée en 1320 à Pierre V (vers 1270 † 20 juin 1347 - Bataille de La Roche-Derrien), seigneur de Rostrenen,
- Hervé IV du Pont-L'Abbé († 29 septembre 1364 - Bataille d'Auray), seigneur du Pont-l'Abbé,
marié[2] le 11 avril 1328 à Mahaut de Léon, dont :
Jean Ier († 29 septembre 1364 lors de la Bataille d'Auray[3]),
Hervé V, seigneur du Pont-l'Abbé,
un fils, tige de la branche de Botmeur,
un fils, tige de la branche de Kernisan,
Catherine,
mariée avant 1334 à Hervé († après le 7 janvier 1383), seigneur de Trévaloët, capitaine de Pont-l'Abbé, seigneur de Trévaloët †1383/
Thibault,
Jeanne († après le 16 avril 1365), dame héritière de Lessac (probablement sa dot),
mariée à Hervé III († 13 mai 1335), chevalier, seigneur de Névet,

Marguerite, mariée à Hervé de Saint-Goueznou, seigneur de Breignou en Plouvien
- Hervé V du Pont-l'Abbé (vers 1320 † après août 1383), seigneur du Pont-l'Abbé[4] ; il fit construire la chapelle du château, consacrée à saint Tudy ;
marié à Péronelle († 25 juillet 1383), fille de Guillaume II (vers 1292 † 1347), seigneur de Rochefort d'Assérac et de Châteauneuf-en-Saint-Malo, dont :
Hervé VI, seigneur du Pont-l'Abbé,
Henry, clerc,
- Hervé VI du Pont-L'Abbé, seigneur du Pont-l'Abbé,
enfant :
Hervé VII, seigneur du Pont-l'Abbé,
- Hervé VII du Pont-L'Abbé († 1414), seigneur du Pont-L'Abbé, chevalier, fondateur des Carmes de Pont-l'Abbé en 1383,
marié à Jeanne de Châteaugiron-Malestroit, dont :
Hervé VIII, seigneur du Pont-L'Abbé,
Marie, dame de Gournoise en Guiscriff († 1421)
mariée à Guillaume II (1364 - Trémazan † 1404 - Bataille de Yarmouth, Jersey), seigneur du Chastel, chambellan du duc d'Orléans, chambellan du roi Charles VI, fut l'un des 7 combattants seigneur de Barbasan contre 7 Anglais en 1402 lors de l'affaire de Montendre ou combat des Sept, gagna un combat naval contre les Anglais en 1403, pilla Jersey où, étant retourné une seconde fois en 1404, il y fut tué, sans postérité,
mariée avant 1414 à Olivier III de Mauny († 1424), chevalier banneret, seigneur de Lesnen, Miniac et Marcey.
mariée au sieur Toutenoutre, dont :
Jean de Mauny, chevalier, seigneur de Lesnen, Miniac et Marcey (+ 1473)
marié vers 1440 à Jeanne Ruffier (sans postérité)
Marguerite de Mauny, dame de Lesnen, Miniac, Marcey et Gournoise (+ 1494)
mariée vers 1440 à Alain du Chastellier, vicomte de Pommerit (+ 1464)
Marguerite Toutenoutre († après 1480)
Marie Toutenoutre († après 1480)
- Hervé VIII du Pont-L'Abbé († Tué le 6 mars 1426 lors du Siège de Saint-James de Beuvron), seigneur du Pont-L'Abbé,
marié le 14 février 1420 à Marie de Rosmadec († 1457), dame de Kerlizian, dont
Jean II, seigneur du Pont-l'Abbé,
Jeanne († vers 1457), dame de Kerlizian et de Keruras,
mariée en août 1433 à Yvon Foucault, chevalier, seigneur de Lescoulouarn et de Kerlozan,
- Jean II (1422 † le 26 décembre 1478), seigneur du Pont-l'Abbé et de Rostrenen (du chef de sa femme), qui assistera au couronnement du duc François Ier,
marié en 1440 à Marguerite, héritière de Rostrenen, de Coëtfao, du Ponthou et de Keroberan, dont :
Pierre IX, baron de Rostrenen,
Charles, seigneur de Coetanfao,
marié à Jeanne, dame de Plusquellec, dont :
Marguerite, dame de Plusquellec, de Callac, de Trogoff et de Coetanfao,
mariée en 1497 à Henri de Rohan, seigneur de Landal,
mariée à François de Tournemine, baron de la Hunaudaye,
Jeanne,
mariée en 1475 à François Anger († 1487), seigneur du Plessis-Anger, dont :
Marie Angier († le 2 avril 1497),
mariée vers 1496 à Jean VIII de Maure († 1529), seigneur des Brieux, dont :
François (mars 1497 - Le Plessis-Anger † 27 avril 1557 - Le Temple-de-Bretagne), 1er comte de Maure, seigneur de Bonaban,
marié en 1514 à Hélène de Rohan († 1541), dame de Landal et de Lorgeril, dont :
Claude (1517 † 1563), comte de Maure, seigneur de Landal,
marié le 5 janvier 1551 à Françoise Hélie de Pompadour, dont :
Charles de Maure (février 1555 - Tours † Tué le 27 janvier 1575 à Angoulême, en duel par Louis de Stuer de Caussade, comte de Saint-Mégrin), comte de Maure, seigneur du Plessis-Anger,
marié en 1573 à Diane d'Escars († 4 juillet 1611 à Varaignes), princesse de Carency. Veuve elle épousera celui qui avait tué son mari en duel,
Jeanne,
mariée en 1538 à Jean VI du Quélennec (né vers 1520), baron du Pont, et de Rostrenen, vicomte du Faou et de Coëtmeur,
Françoise (5 mars 1524 - Maure † 1555), dame de Bonaban,
mariée en 1547 à Jean du Guiny, seigneur de La Garoulaye,
mariée à Jean VII († 20 juillet 1500), seigneur de Maure et de Bonaban, chambellan du duc de Bretagne,

Par lettres patentes données à Amboise en décembre 1493, le sire du Pont et de Rostrenen est nommé baron par le Roi.
- Pierre du Pont-L'Abbé, dit « Pierre IX de Rostrenen »[5] (après 1443 † 28 juillet 1488 lors de la Bataille de Saint-Aubin-du-Cormier), baron du Pont-L'Abbé de Rostrenen et du Ponthou, il demande en 1483 l'érection de l'église seigneuriale en collégiale, ce que lui accorde, par Bulle pontificale du 27 août 1483, le pape Sixte IV ; bénéficiaire comme d'autres seigneurs bretons des largesses du roi de France Charles VIII, il participa à la conjuration nobiliaire qui tenta d'assassiner Pierre Landais[6], le trésorier du duché de Bretagne, et fit partie des seigneurs bretons signataires le 28 octobre 1484 du traité de Montargis par lequel le roi de France hériterait du duché de Bretagne, si le duc François II de Bretagne venait à mourir sans héritier mâle légitime, et en mars 1487 du traité de Châteaubriant par lequel des barons de Bretagne faisaient appel au roi de France pour régler une querelle interne aux Bretons ; pendant la campagne de 1487 de la guerre de Bretagne, un des épisodes de la guerre folle, le 24 juin 1487, en compagnie de Pierre de Rohan-Gié, son beau-frère, commandant des troupes du "parti français", il prend la forteresse de Moncontour ; il meurt, ainsi que son frère Vincent du Pont, lors de la bataille de Saint-Aubin-du-Cormier ;
marié à Hélène († 1507), fille de Louis Ier de Rohan-Guéméné, prince de Guéméné, dont :
Louise,
mariée le 21 octobre 1492 à Tanneguy V du Chastel[7] († 1521), seigneur du Chastel, du Poulmic, de Lescoët, de Leslem et de Kersalio, dont :
Jean († 1498),
Gilette, dite Gilette du Chastel, héritière du Pont-L'Abbé et de Rostrenen,
Jeanne,
mariée à Jean II, baron de Coëtmen, vicomte de Tonquédec,
Jean III, baron de Rostrenen,
- Jean III[8] († mai 1508), baron du Pont-l'Abbé et de Rostrenen,
marié en 1500 avec Catherine, fille de Jean III de Brosse († 1502), comte de Penthièvre, dont :
Louise, baronne du Pont-l'Abbé,
- Louise († 1526), héritière du Pont-l'Abbé et de Rostrenen,
mariée à Pierre de Foix (un des fils de Gaston II de Foix-Candale), baron de Langon, prince de Foix, baron du Pont-l'Abbé du chef de sa femme, mort sans enfant.

À la mort de la dernière baronne, la baronnie tombée en quenouille, revient à Gilette du Chastel, la fille de Tanguy V du Chastel, cousine de Louise du Pont-l'Abbé ; Gilette du Chastel se marie le 7 février 1517 avec Charles Ier du Quélennec, vicomte du Faou, et la famille du Pont-l'Abbé disparaît, les barons du Pont étant désormais les héritiers successifs de la famille du Quélennec, le dernier étant Charles II du Quélennec, dit Soubise, huguenot, victime du massacre de la Saint-Barthélemy le 24 août 1572.

## Titres
- Barons du Pont-L'Abbé,
- Barons de Rostrenen,
- Seigneurs du Ponthou,
- Seigneurs de Goarlot,

## Blason
| Image | Armes de la Famille du Pont-l'Abbé                                       |
| ----- | ------------------------------------------------------------------------ |
|       | Famille du Pont-l'Abbé D’or au lion de gueules, armé et lampassé d'azur. |

## Devise
- « Heb chench » (« sans rémission »)[9]

## Membres illustres de la famille

### Les ecclésiastiques
- Robert du Pont-L'Abbé († 1309), évêque de Saint-Malo,

## Châteaux, seigneuries, terres

### Châteaux
- Château de Pont-l'Abbé,
- Château de Rostrenen,

### Terres
La seigneurie de Pont-l'Abbé s'étendait entre la baie d'Audierne à l'ouest et la rivière de Pont-l'Abbé à l'est.
Elle comprenait quatorze paroisses.
Son seigneur détenait les châteaux de Pont-l'Abbé, de Coatmeur, en Plonéour-Cap-Caval, et de Kerobéran, en Tréméoc et fut teneur des fiefs :
- de Lessac, en qualité de châtelain ;
- de Goarlot, en qualité de vicomte, par mariage, dès le XIIIe siècle ;
- de Plusquellec, en qualité de seigneur de Callac, en qualité de seigneur, de Trogoff (paroisse de Plouégat-Moysan), en qualité de châtelain, du Pontblanc (paroisse de Plouaret)en qualité de seigneur, du Vaugaillard (paroisse de Merléac) en qualité de seigneur, par mariage, au XVe siècle, de Jeanne de Plusquellec et de Charles du Pont ;
- de Rostrenen en qualité de baron, de Coëtfao, paroisse de Pluguffan en qualité de seigneur, par mariage, en 1440, de Marguerite de Rostrenen et de Jean II du Pont,

Le suzerain de ce seigneur était :
- le pagus du Cap-Caval ;
- puis le comte de Cornouaille ;
- puis le duc de Bretagne,

Son vassal :
- le seigneur de Lessac.

Au XIIIe siècle, le seigneur de Pont-l'Abbé reçut du duc le château de l'Ile-Chevalier, le Castel-ar-Roue-Guinvach.